# Hokuto (train)
 (septembre 2024).
La mise en forme du texte ne suit pas les recommandations de Wikipédia : il faut le « wikifier ».
Les points d'amélioration suivants sont les cas les plus fréquents. Le détail des points à revoir est peut-être précisé sur la page de discussion.
- Les titres sont pré-formatés par le logiciel. Ils ne sont ni en capitales, ni en gras.
- Le texte ne doit pas être écrit en capitales (les noms de famille non plus), ni en gras, ni en italique, ni en « petit »…
- Le gras n'est utilisé que pour surligner le titre de l'article dans l'introduction, une seule fois.
- L'italique est rarement utilisé : mots en langue étrangère, titres d'œuvres, noms de bateaux, etc.
- Les citations ne sont pas en italique mais en corps de texte normal. Elles sont entourées par des guillemets français : « et ».
- Les listes à puces sont à éviter, des paragraphes rédigés étant largement préférés. Les tableaux sont à réserver à la présentation de données structurées (résultats, etc.).
- Les appels de note de bas de page (petits chiffres en exposant, introduits par l'outil «  Source ») sont à placer entre la fin de phrase et le point final[comme ça].
- Les liens internes (vers d'autres articles de Wikipédia) sont à choisir avec parcimonie. Créez des liens vers des articles approfondissant le sujet. Les termes génériques sans rapport avec le sujet sont à éviter, ainsi que les répétitions de liens vers un même terme.
- Les liens externes sont à placer uniquement dans une section « Liens externes », à la fin de l'article. Ces liens sont à choisir avec parcimonie suivant les règles définies. Si un lien sert de source à l'article, son insertion dans le texte est à faire par les notes de bas de page.
- La présentation des références doit suivre les conventions bibliographiques. Il est recommandé d'utiliser les modèles {{Ouvrage}}, {{Chapitre}}, {{Article}}, {{Lien web}} et/ou {{Bibliographie}}. Le mode d'édition visuel peut mettre en forme automatiquement les références.
- Insérer une infobox (cadre d'informations à droite) n'est pas obligatoire pour parachever la mise en page.

Pour une aide détaillée, merci de consulter Aide:Wikification.
Si vous pensez que ces points ont été résolus, vous pouvez retirer ce bandeau et améliorer la mise en forme d'un autre article.
Pour les articles homonymes, voir Hokuto.
Le Hokuto (北斗) est un train express existant au Japon et exploité par la compagnie JR Hokkaido, qui relie la ville de Hakodate à celle de Sapporo. Son nom fait référence à la Grande Ourse.

## Gares desservies
Le Hokuto circule de la gare de Hakodate à la gare de Sapporo en empruntant les lignes Hakodate, Muroran et Chitose.
| Nom des gares        |
| -------------------- |
| Hakodate             |
| Goryōkaku            |
| Shin-Hakodate-Hokuto |
| Ōnuma-Kōen*          |
| Mori                 |
| Yakumo               |
| Oshamambe            |
| Tōya*                |
| Datemombetsu         |
| Higashi-Muroran      |
| Noboribetsu*         |
| Shiraoi*             |
| Tomakomai            |
| Minami-Chitose       |
| Shin-Sapporo         |
| Sapporo              |

Les gares marquées d'un astérisque ne sont pas desservies par tous les trains.

## Matériel roulant
Les services Hokuto sont effectués par des rames séries KiHa 261-1000. Dans le passé, ils ont été effectués par les séries KiHa 80, KiHa 183, KiHa 281 et KiHa 283.

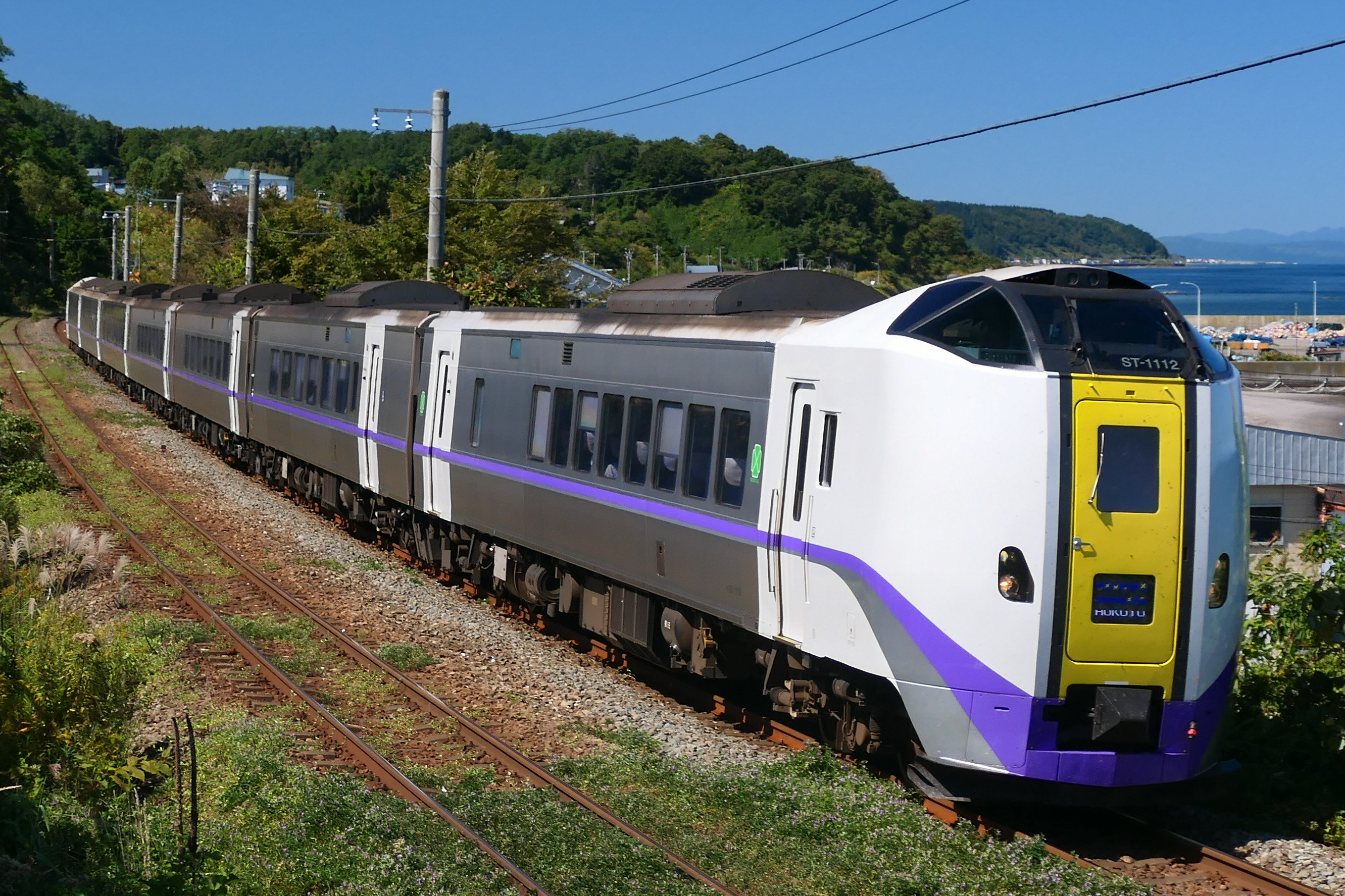
Série KiHa 261-1000
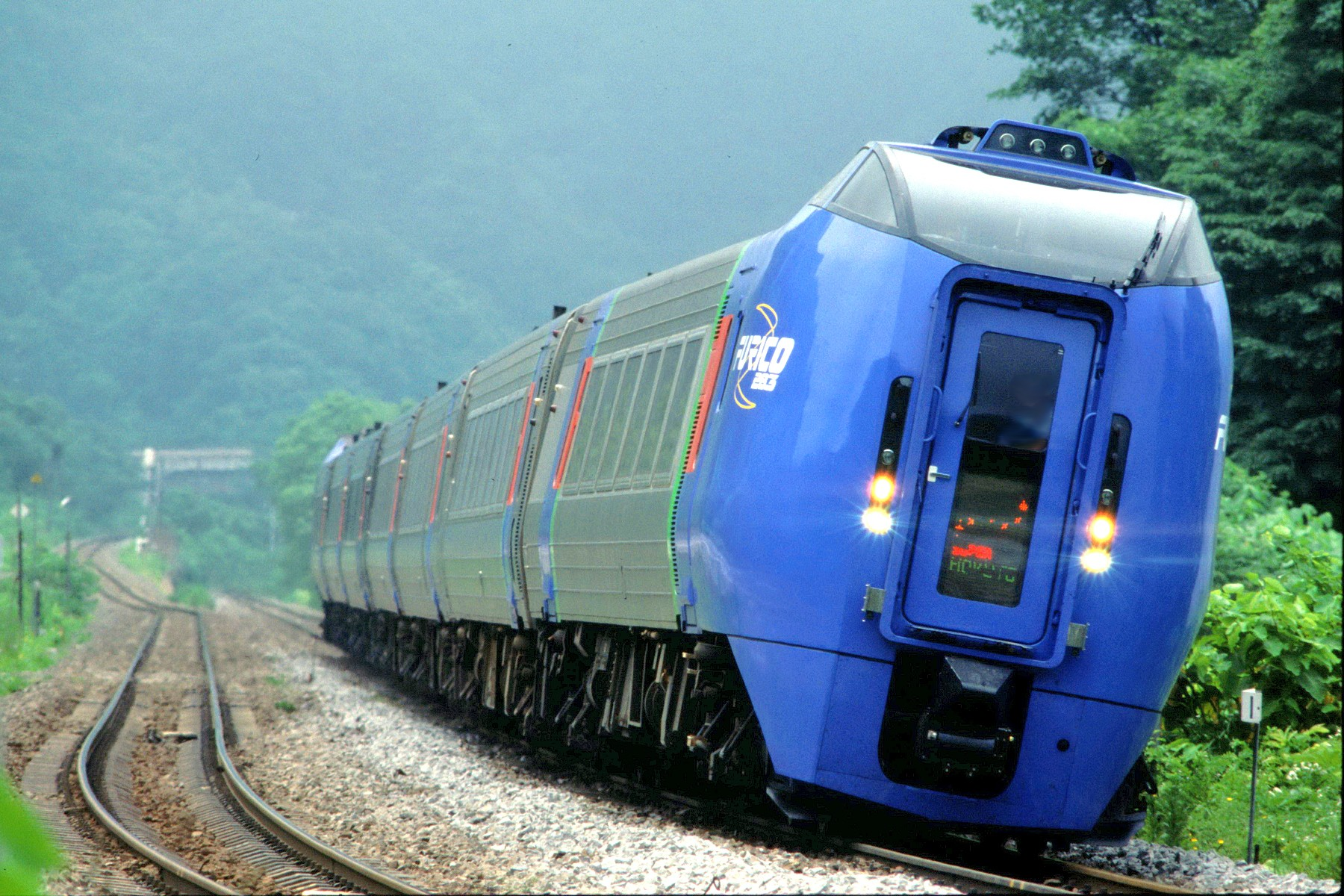
Série KiHa 283
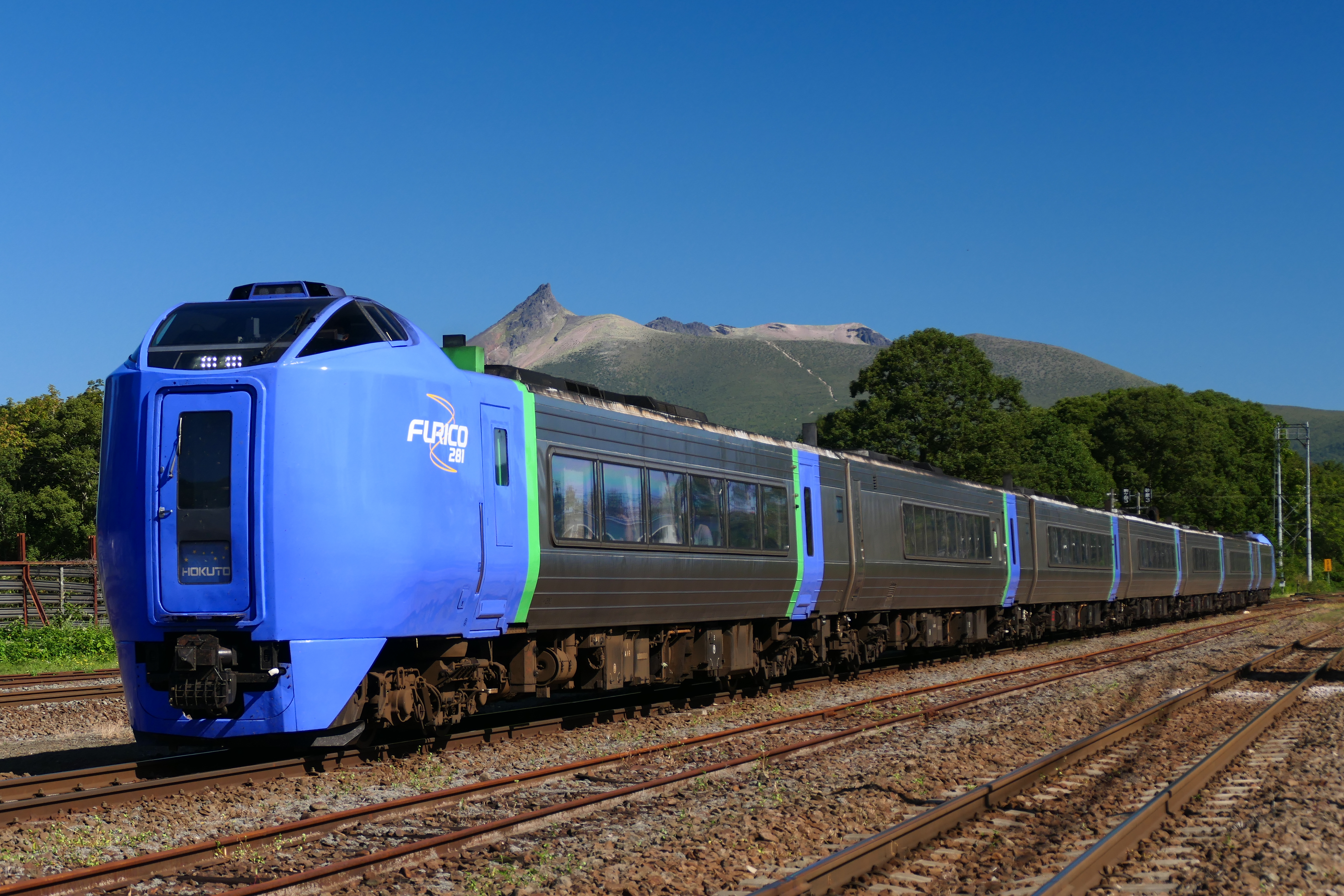
Série KiHa 281
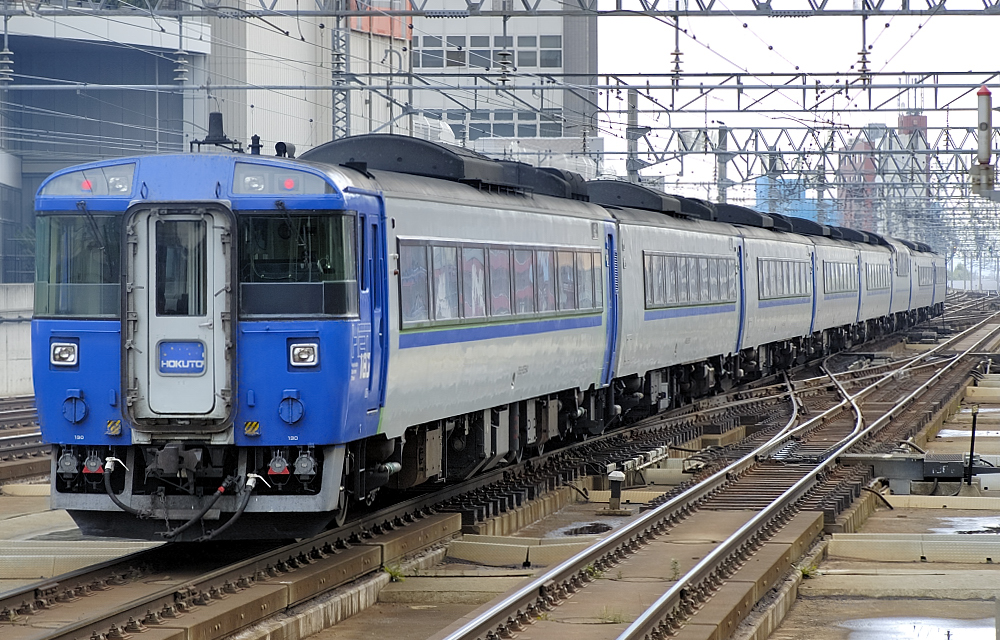
Série KiHa 183
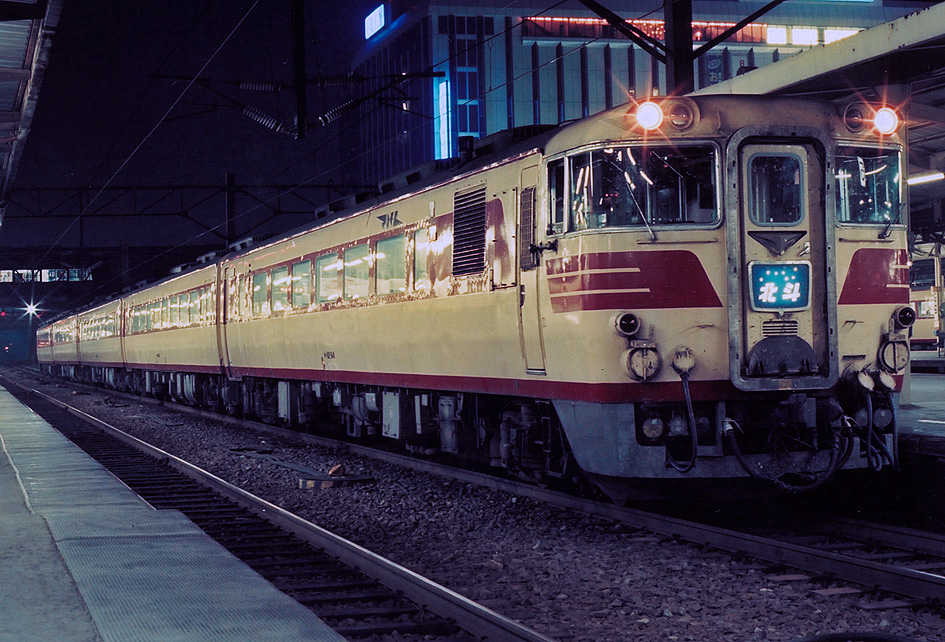
Série KiHa 80

## Composition des rames
- Série KiHa 261[1]:

| N° de voiture | 1     | 2       | 3       | 4       | 5       |
| Classe        | Green | Réservé | Réservé | Réservé | Réservé |